# Taco van Glins
Taco van Glins (auch: Taecke van Glins; * 3. Juli 1619 in Deventer; † 11. Februar 1673 in Franeker) war ein niederländischer Rechtswissenschaftler.

## Leben
Der Sohn des Tacco van Gliens und dessen Frau Aleid ter Brugge stammte aus einem friesischen Adelsgeschlecht. Bereits im Alter von dreizehn Jahren verlor er seinen Vater, weshalb seine Mutter sich um seine weitere Ausbildung kümmerte. Am 14. November 1640 immatrikulierte er sich als Student an der Universität Franeker, am 3. September 1641 wechselte er an die Universität Leiden. Danach verlieren sich für einige Jahre seine Spuren. Erst 1647 tritt er mit einer Abhandlung Tractatus sing. de Mora. In quo perdifficilis haec et diffusa materia brevissimis aphorismis breviter et dilucide explicatur (Deventer 1647) in Erscheinung. Das Buch war den Mitgliedern des friesischen Hofes gewidmet. 
1665 erschien in Amsterdam eine wesentlich fortgeschrittene Arbeit Aenmerckingen ende Bedenckingen over de Zee-Rechten, uyt het Placcaet van Koninck Philips uytgegeven den lesten Octobris 1563, die bereits eine fortschrittliche Rechtsauffassung zum Seerecht erkennen lässt. Die Arbeit wurde mehrmals nachgedruckt und galt lange Zeit als Standardwerk des niederländischen Seerechts. Dieses Werk scheint auch den Kuratoren der Universität Franeker aufgefallen zu sein, die ihn nach dem Tod des Professors Willem Cup (1604–1667) zu dessen Nachfolger wünschten. Am 27. Februar 1667 erhielt er nach einer Aufnahmeprüfung den Doktorgrad. 
Da dieses Vorgehen gegen die akademische Etikette verstieß, weil er nicht ordentlich promoviert hatte, geriet Glins in eine unangenehme Auseinandersetzung mit Ulrich Huber. Dennoch erfolgte am 18. Mai 1667 seine Ernennung zum Professor der Rechte und er erhielt ein für damalige Verhältnisse recht stattliches Gehalt von 1000 Gulden. Am 23. Mai 1667 begann er mit seinen Vorlesungen, doch sollte seine Tätigkeit nicht lange andauern. Nachdem er zum Rektor gewählt worden war, starb er. Sein Amtskollege Sylvester Jacob von Danckelman (1640–1695) hielt ihm eine Grabrede und er wurde in der reformierten Martinskirche in Franeker beigesetzt, wo man ihm ein Epitaph errichtete. Dieses enthält sein Wappen und eine Inschrift, die von seinem Kollegen Michiel Buschius (1625–1681) gefertigt wurde.
Glins war seit 1656 mit Magaret Sophia, der Tochter des Balthasar Gijsberts op den Berge und dessen Frau Magarethe van Rensen, verheiratet. Aus dieser Ehe sollen vier Kinder stammen.

## Werke
- Tractatus singularis de Mora, in quo perdifficilis haec et diffusa materia brevissimis aphorismis breviter et dilucide explicatur, Dav. 1647. (Amsterdam 1649)
- Libellus ad Edictum Philippi II, Regis Hispaniarum, de re nautica de anno 1579. (Amsterdam 1664)
- Aenmerckingen ende bedenckingen over de Zee-rechten, uyt het Placcaet van Koninck Philips, uytgegeven den lesten Octobris 1563 (Amsterdam 1665, 1695, 1727, 1753)

## Weblink
- Grabinschriften der Martinskirche in Deventer